# Fanta
Fanta je gazirano bezalkoholno piće koje proizvodi američka tvrtka The Coca-Cola Company. Od 1960. ima svoj zaštitni znak. Piće postoji od 1940. godine.
Okus ovog pića može biti različit pa postoji preko 70 okusa koji su dostupni u nekim zemljama (ananas, jabuka, grožđe itd.). Proizvodi se u pedesetak zemalja svijeta među kojima je i Hrvatska.
Tijekom Drugog svjetskog rata zbog problema s transportom Coca-Cola se nije mogla prodavati u nacističkoj Njemačkoj. Kako bi zadržala profit Coca-Cola je odlučila na tržište izbaciti novo piće, Fantu. Ime Fanta je došlo od njemačke riječi fantasie (hrv. fantazija). Fanta se u SAD-u počela prodavati nakon Drugog svjetskog rata.

## Popis svih vrsta Fante u svijetu
- Jabuka
- Jabuka Kivi
- Jabuka Lime Dinja
- Jabuka Vanilija
- Banana
- Malina
- Malina Višnja
- Floralna Malina
- Birch Beer
- Kiseli Limun
- Kisela Naranča
- Kisela Voda
- Kisela Višnja
- Crni-talasni Limun
- Malina
- Žvaka
- Candy Cane
- Chamoy Naranča
- Višnja
- Čokolada Naranča
- Cimet Rum
- Citrus mix
- Klub Soda
- Kokos Ananas
- Collins
- Kokuruz
- Krastavac Lubenica
- Currant
- Cianida
- Floralni Limun
- Vočni mix
- Ginger Ale
- Grožđe
- Grejpfrut
- Grejpfrut Limun Lime
- Grejpfrut Ananas
- Grenadina
- Dinja
- Japanski Limun
- Japanska Lubenica
- Kivi Lime
- Kivi Starfruit
- Kivi Jagoda
- Limun
- Limun Lime
- Limun Naranča
- Lime
- Lime Naranča
- Liči
- Mandarina Naranča
- Mandarina
- Mango
- Mango Naranča
- Lubenica
- Naranča
- Naranča Passionfruit
- Naranča Breskva
- Naranča Malina
- Naranča Mandarina
- Naranča Vanilla
- Passionfruit
- Breskva
- Ananas
- Šljiva
- Malina
- Malina Jagoda Vanilija Krem
- Root Beer
- Jagoda
- Jagoda Jogurt
- Tamarind
- Tropical Fruit Punch
- Tutti-Frutti
- Vanilija Krem

## Vanjske poveznice
- https://www.coca-cola.hr/brendovi/fanta